# Backfett
Backfett ist der Oberbegriff für Speisefette, die bei der Herstellung von Backwaren verwendet werden. Hierzu zählen Fettanteile in Teigen und Massen, in Füllungen und Auflagen (zum Beispiel die Butter in Streuseln und Buttercreme), das Ziehfett in Blätter- und Plunderteig, aber auch das Siedefett bei Fettgebackenem und das Trennfett beim Backen in Formen und auf Blechen.
Backfette haben einen entscheidenden Einfluss auf die optimale Vermischung der Rezepturbestandteile, die Volumenentwicklung, die Krumenstruktur und gewünschte Porung sowie die Haltbarkeit des fertigen Gebäcks. Die unterschiedlichen Herstellungsprozesse von Backwaren erfordern zudem einen hohen technischen Anpassungsgrad des Backfettes.